# Rio Nemunėlis
O rio Nemunėlis ou rio Mēmele (no idioma lituano significa «pequeno Neman») é um rio com cerca de 191 km de comprimento e que define parte da fronteira entre Lituânia e Letónia.
Nasce na Lituânia, perto da cidade de Rokiškis. Flui para noroeste. Durante 76 km define a fronteira Letónia-Lituânia, e conflui com o rio Mūša na cidade letã de Bauska e formando assim o rio Lielupe.
Os maiores afluentes do Nemunėlis são:
- Beržuona, Apaščia (pela margem esquerda);
- Laukupė, Vingerinė, Vyžuona, Nereta, Susėja, Viesytė (pela margem direita).